# Бум-беп
Бум-бе́п (англ. — boom bap) — стиль хіп-хоп музики, котрий був створений і широко розвинений у 80-х та 90-х роках ХХ століття, завдяки таким нью-йоркським продюсерам, як DJ Premier, Pete Rock, KRS-One, Ali Shaheed Muhammad, EPMD, Marley Marl, Large Professor, Prince Paul та Scott La Rock, а також легендарному детройтському продюсеру J Dilla і лідеру нью-йоркського хардкор-реп гурту Wu-Tang Clan. Термін «бум-беп» вперше використав у назві свого альбому («Return of the Boom Bap») KRS-One.

## Назва та характерні ознаки
Стиль отримав свою назву від особливої ударної партії. Якщо у різновидах, котрі домінували до 90-х років вона складалася з синтезаторних ударів, то у бум-бепі вже була представлена акустичними ударними інструментами. Що ж стосується самої мелодії, то для неї характерним став стиль нарізання так званих семплів.

## Відродження бум-бепу
Хоча бум-беп офіційно проіснував тільки у «золоті» роки хіп-хоп музики (1990—2000), він знову повернувся до нас разом з альбомом репера Busta Rhymes, що вийшов у березні 2013 року. Серед сучасних виконавців, котрі працюють у стилі бум-бепу, найяскравішим є музичний колектив Pro Era.
Бум-беп також до вподоби поціновувачам «старої школи» хіп-хопу в Україні, Росії та інших пострадянських державах. Так, наприклад, 28 грудня 2014 року московським промоутером «DOPE90» на компакт-касетах було випущено інструментальну збірку «Soviet Boom Bap», котра складається з 17 композицій у виконанні бітмейкерів з різних країн.